# Astilleros Armon
Astilleros Armon es un grupo empresarial con sede social en Navia (Principado de Asturias, España), especializado en la construcción y mantenimiento de buques.
Agrupa a las siguientes empresas:
- Astilleros Armon S.A
- Astilleros Armon Burela S.A.
- Astilleros Armon Gijón S.A.
- Astilleros Armon Vigo S.A.
- Astilleros Ría de Vigo S.A.
- Auxiliar Naval del Principado S.A
- Conformado y Corte S.A.

## Historia
En 1963 se constituyó la Cooperativa de Construcciones Navales ARMON en el estuario de la ría de Navia, que dio paso a la sociedad anónima Astilleros ARMON SA en 1974. Su actividad se centraba en los motopesqueros con casco de acero.
En 1991 crea Auxiliar Naval del Principado S.A en Puerto de Vega, especializada en la construcción de embarcaciones rápidas de aluminio.
En 1992 crea Astilleros Armon Burela S.A. en Burela para satisfacer la demanda de buques para esloras hasta 70 m.
En 1999 adquiere las instalaciones de Construcciones Navales Santodomingo en Vigo y crea Astilleros Armon Vigo S.A.
En 2009 crea Conformado y Corte S.A. en Jarrio, municipio de Coaña, para la producción del corte de acero.
En 2010 adquiere a Factorías Vulcano S.A. las instalaciones de Factorías Juliana en Gijón y crea Astilleros Armon Gijón S.A. en 2011.
En 2022 compra Hijos de J. Barreras por 14,7 millones de euros.